# والدن

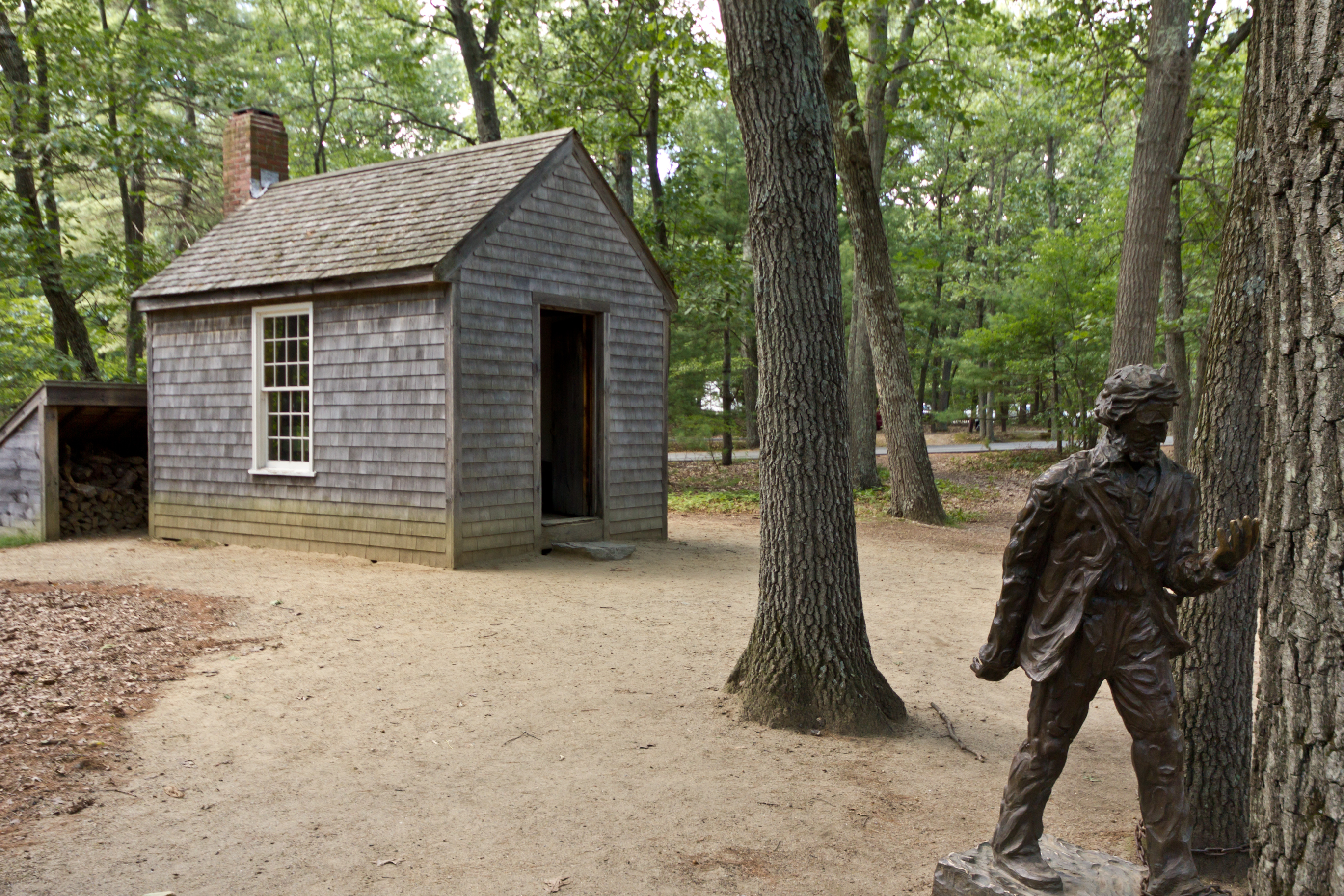
نصب تذكاري طبق الأصل من كابينة ثورو بالقرب من والدن

والدن (بالإنجليزية: Walden)‏ هو كتاب لمؤلفه هنري ديفيد ثورو. طبع في الصفحة الأولى منه رسم لأخته صوفيا. عنوانه الأصلي هو «والدن، أو الحياة في الغابات». كتب بالأنجليزية وهو عبارة عن سيرة ذاتية.
نشر في عام 1854، ويحكي تجربة ثورو خلال السنتين التي قضاهما في بيت صغير بناه قرب «والدن پوند» وسط غابة يمتلكها صديق له في ولاية ماساتشوستس.
ابتدأ الكتاب بما يلي:
عندما كتبت هاته الصفحات، أو الجزء الأكبر منها، كنت أعيش وحيدا في الغابات. أقرب جار لي يبعد عني ميلا. وكنت أعيش في بيت بنيته بنفسي في ماساتشوستس، وكنت أحصل على لقمة عيشي بعمل يداي. عشت هناك عامين وشهرين. أما الآن، فقد عدت إلى الحياة المتحضرة مجددًا.
و جاء فيه ما يلي أيضا:
وتبلغ إجمالي التكلفة للبيت 28٫12 دولار أمريكي (781٫03$ في 2025) حيث أن تكلفة المواد موضحة على النحو التالي:-
| المواد                            | ملاحظات                       | التكلفة بالدولار |
| --------------------------------- | ----------------------------- | ---------------- |
| ألواح خشبية                       | (أغلبها ألواح كوخ)            | ½8.03            |
| ألواح خشبية صغيرة للأسقف والجوانب |                               | 4.00             |
| شرائح خشبية رقيقة                 |                               | 1.25             |
| نافذتان زجاجية مستخدمة            |                               | 2.43             |
| ألف قرميد قديم                    |                               | 4.00             |
| براميلان من الجير                 | كان ذلك مرتفعًا.               | 2.40             |
| الشعر                             | أكثر مما احتاجه.              | 0.31             |
| رف المستوقد                       |                               | 0.15             |
| المسامير                          |                               | 3.90             |
| المفصلات والبراغي                 |                               | 0.14             |
| مزلاج                             |                               | 0.10             |
| الطباشير                          |                               | 0.01             |
| النقل                             | لقد حملت جزءًا كبيرًا على ظهري. | 1.40             |
| إجمالاً                            | إجمالاً                        | ½28.12           |

## روابط خارجية
- والدن على موقع الموسوعة البريطانية (الإنجليزية)